# 阿凯夫斯 (埃雷特里亚)
埃雷特里亚的阿凯夫斯（Achaeus of Eretria，前484年—？），雅典悲剧诗人。他的作品鲜为人知，批评家视其为五大悲剧作家之一。哲学家迈内德姆斯认为他的羊人剧仅次于埃斯库罗斯的羊人剧。其著作已知剧名的有19部。

## 扩展阅读
- "Achaios (2)" （页面存档备份，存于） from the Suda
- 威廉·史密斯; Dictionary of Greek and Roman Biography and Mythology, "Achaeus" (3) （页面存档备份，存于）, Boston, (1867)